# パステルチャイム3 バインドシーカー
『パステルチャイム3 バインドシーカー』は、2013年2月15日にアリスソフトから発売されたアダルトゲームである。当初は2月22日発売予定であったが、発売日前にデータがネットに流出したため、発売が一週間前倒しとなった。
『ぱすてるチャイムContinue』の続編で、前作から8年後の新大陸が舞台となっている。同シリーズの三作目であるが、前作までとは大きくシステムが異なっている。

## ストーリー
Aクラス冒険者のカイトス・エルゼイはアガレスタ学園のオリエンテーションの付き添いの最中に、とある事件の目撃者に遭遇する。事件の真相を探るために目撃者を追いかけた彼が見たのは謎の存在封神（バインド）とそれを操る魔女であった。その接触によってバインドは暴走、意識を失ったカイトスが目覚めた時、彼は若返ってしまっていた。事件の真相解明と元の体に戻るため海堂エイジとしてアガレスタ学園に転入したカイトスの前に、再びバインド、そして自分と同じく若返った魔女リリアム・マッカバーンが現れた。

## 登場人物

### 冒険部
海堂 エイジ（かいどう エイジ） / カイトス・エルゼイ
声： 八神大輔 （エイジ・戦闘時のみ） / 砂糖ピーチ（カイトス）
本作の主人公。戦士。種族はヒューマン。
Sクラスの実力を持つが、悪評が多いためAクラスに留められているベテラン冒険者。このことから世間ではブラックエースと呼ばれている。悪評は相手に非がある場合がほとんどであるが、本人はそれを知らしめようとはしていない。冒険者としては非常に優秀で、非常時には食事制限を設けたりと、イメージとは裏腹に真面目で正義感が強い面もあるが、女性にはだらしない。
呪いによって若返ってしまい海堂エイジとしてアガレスタ学園冒険科に転入する。表向きはエミリィの従姉弟となっている。時折言動に実年齢が出ることがある。
主に剣を用いて戦うが、魔法についてもある程度の知識を持つ。
マスターバインドは暁の断罪者アルカンヘル。呪いは未来を奪う。肉体と精神を誕生前の無に戻すという非常に危険な呪いであるが、リリアムから呪いを防ぐ魔法を半分受けているため肉体の若返りだけで済んでいる。
リリアム・マッカバーン
声： 民安ともえ
本作のメインヒロイン。魔法使い。種族はエルフ。冒険部部長。
自らを大魔導師と名乗り、現代の魔法とは異なるプロトマジックという魔法を使う。
実際は学生達より年上であるが、呪いを防ぐ魔法をエイジに半分渡してしまったため、自身も若返っている。そのため学園ではハーフエルフということになっている。
マスターバインドは星詠みの預言者シンシナティ。呪いは人を記憶に縛る。宿主が最も執着している時の姿にとどめるというもので、リリアムが父親と過ごした頃の姿に戻っている。
エミリィ・シンクレア
声： 一色ヒカル
アガレスタ学園の教師。騎士。種族はエルフ。エイジ達のクラス担任。
主に槍を使った戦闘術と神術などを教えている。
舞弦学園時代のカイトスの後輩であり恋人。カイトスの無茶が原因で膝に傷を負っており、今でも通院を余儀なくされている。
マスターバインドは静寂の奏者シープケープ。呪いは憑いた者を自責の念で縛る。
獅子丘 マリ（ししおか マリ）
声： 真中海
神術士志望。種族はヒューマン。
運動が好きな元気娘。外見とは裏腹にすさまじいパンチ力を誇る。面倒見がよく、他人によくあだ名をつけることが多い。
マスターバインドは雷撃の巨人フルングニル。呪いは怪力。
リック・リー・アストン
声： 門倉宗一
スカウト志望。種族はヒューマン。
愛称はリッキー。ロックが好きで常にギターを持ち歩いており、ストリートライブなども行っている。実家は味噌屋だが、本人は隠している。
マスターバインドは闇刻の刺殺者ハンニバル。呪いは宿主の望みの力を与えるが、本当の望みは奪う。これにより歌唱力は上がっているが、オリジナルの曲を歌えなくなっている。
善行寺 シンヤ（ぜんじょうじ シンヤ）
声： カマンベール十円堂
神術士志望。種族はヒューマン。
長髪でかなりの美形だが、様々な分野に精通している生粋のオタク。自ら同人活動を行ったりもしている。
マスターバインドは流星の魔法少女シューティング・ミナ。呪いは二次元の女しか愛せなくなる。が、元からなので本人は気にしていない。
四王宮 蒼生（しのみや あおい）
声： 鈴谷まや
アガレスタ学園普通科一年生。種族はヒューマン。
伝統ある道場の一人娘。高い実力を持ち、冒険に対する憧れもあるが、道場を早く継がなくてはいけないという思いから、夢を諦めていた。ある事件でバインドに関わり、エイジ達の力になるために、バインドを手に入れ、冒険科に転科する。サムライ志望。
マスターバインドはザトゥーナ。呪いは隠された感情の発露。これによりエッチなことに対しての興味を抑えられなくなっている。
シャーリー・コルベット
声： 御苑生メイ
ガンナー志望。種族はヒューマン。
エイジの転入の少し前に恩師が被害にあったトーレスの事件を調べるため、普通科のお嬢様学校から転入してきた。事件を調べている際にリサーナに目を付けられ、操られて謎の覆面の女スティングレイとしてエイジ達と何度か戦うが、最後は洗脳を解き、エイジ達の仲間となる。
マスターバインドはグリーデン。呪いは泣くことができない。